# Kačírek

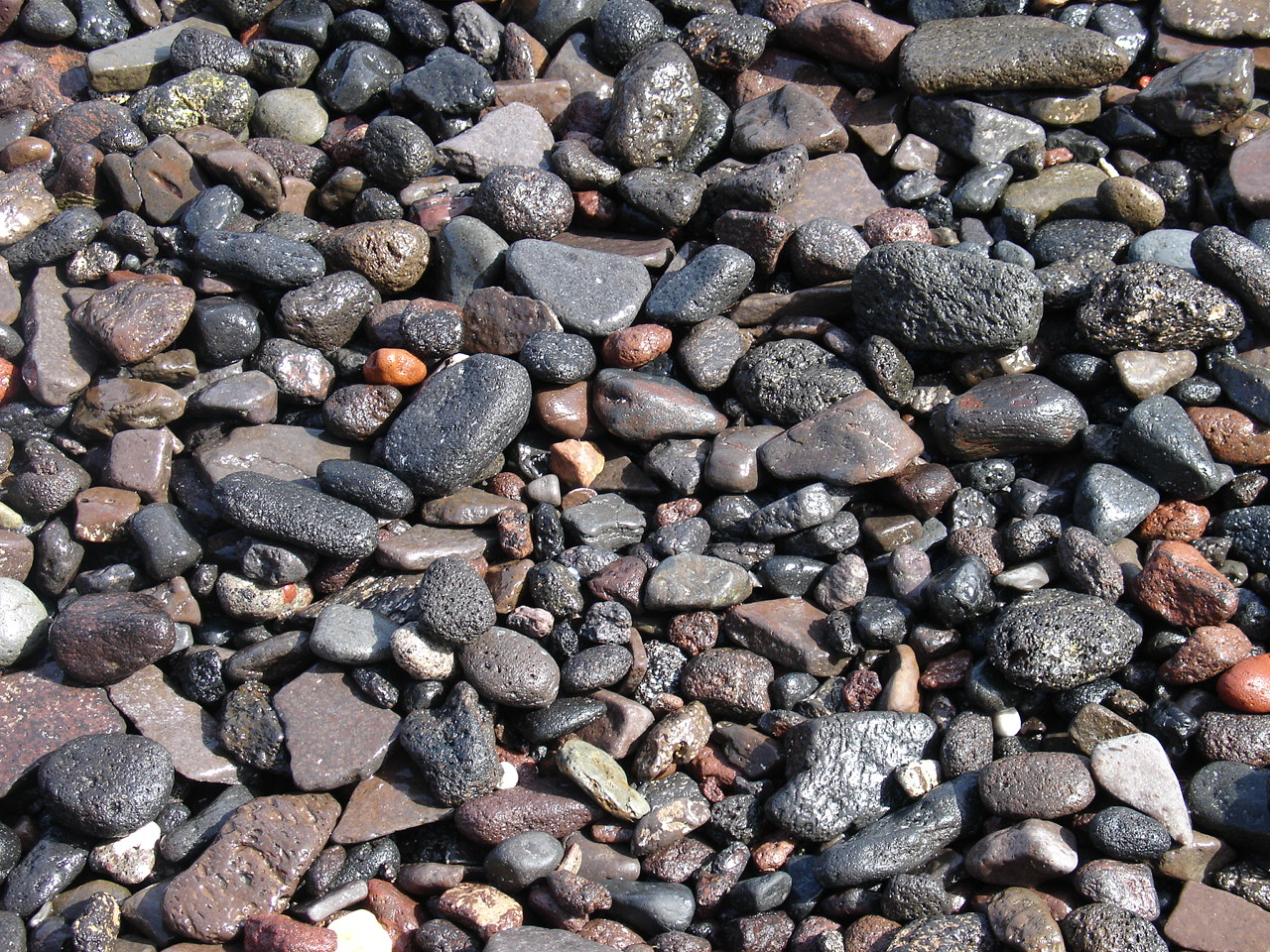
Kačírek na pobřeží Egejského moře (Santorini, Řecko)

Kačírek je přírodní kamenivo získávané tříděním říčního písku, který je těžen z nánosů v pískovnách nebo bagrován z říčního dna. Jedná se o drobné oblázky různé velikosti. Nejvíce využívaná velikost má rozměr 2 až 9 cm.[zdroj?] Jednotlivá zrna kačírku mají ohlazené hrany a nízký tvarový index.
Označení kačírek se používá zejména pro drobnější zrnitosti, neboť připomínají gastrolity v žaludcích kachen. Pro větší valouny se používá také označení „říční kámen“ („labský kámen“, „labák“).

## Využití
Kačírek se používá pro různé podsypy, zásypy využívané k absorpci vody a vyrovnání terénních nerovností. Praný kačírek je využíván i jako dekorace v zahradách a také na okrajích či na dně zahradních jezírek.
Kačírek lze využít pro tzv. vymývané betony, kde se obnaží povrchová vrstva kameniva v částečně ztvrdlém betonu.
Vzhledem k zaoblenému tvaru zrn a oblázků je vrstva kačírku prakticky nezhutnitelná. Proto je jeho využití ve stavebnictví vhodné zejména tam, kde tato vlastnost nevadí nebo je spíše výhodou, např. jako levná dopadová plocha na dětských hřištích, nebo jako výplň únikových zón v okolí závodních tratí. Kačírek dobře odvádí vodu do spodních vrstev a rychle schne, ale při pádu se chová částečně jako tekutina, pod člověkem se „rozteče“ a ztlumí náraz.
Prorůstání vrstvy kačírku rostlinami lze zabránit položením vhodné geotextilie mezi kačírek a podklad.